# Brittany Hayes
Brittany Hayes (* 7. Februar 1985 in Orange County, Kalifornien) ist eine ehemalige Wasserballspielerin aus den Vereinigten Staaten. Sie gewann bei Olympischen Spielen eine Silbermedaille. Bei Weltmeisterschaften erkämpfte sie zwei Goldmedaillen.

## Sportliche Karriere
Brittany Hayes besuchte die Foothill High School in Tustin und spielte für Social Water Polo Tustin. 2004 gewann sie die Meisterschaft der National Collegiate Athletic Association mit den USC Trojans, dem Sportteam der University of Southern California. 2002 und 2004 gewann sie mit der Juniorenauswahl der Vereinigten Staaten den Titel bei den Junior Pan American Games. 2003 wurde sie Zweite der Juniorenweltmeisterschaften und 2005 erkämpfte sie den Titel. Nach ihrer Graduierung studierte sie Kriminologie und Recht an der University of California, Irvine und machte 2009 ihren Master. Anschließend beendete sie ihre sportliche Laufbahn und erwarb ihren Juris Doctor an der Loyola Law School.
2007 debütierte Hayes in der Nationalmannschaft. Bei der Weltmeisterschaft 2007 in Melbourne trafen im Finale das US-Team und die Australierinnen aufeinander, die Amerikanerinnen siegten mit 6:5. 2008 fand das dritte olympische Wasserballturnier in Peking statt. Mit einem 9:8-Sieg über Australien im Halbfinale erreichte das US-Team das Endspiel gegen die Niederländerinnen, die Amerikanerinnen unterlagen mit 8:9. Hayes warf acht Turniertore, davon zwei im Halbfinale und eins im Finale. 2009 bei der Weltmeisterschaft in Rom bezwang das Team aus den Vereinigten Staaten im Halbfinale die Griechinnen mit 8:7. Im Finale siegte die Mannschaft mit 7:6 gegen Kanada. Hayes erzielte neun Treffer, ging aber im Halbfinale und im Endspiel leer aus.